# Felicia Di Bari
Felicia Di Bari (Ragusa, 16 gennaio 1980) è un'ex cestista italiana.
Guardia di 170 cm, ha giocato in Serie A1 con Termini Imerese.

## Palmarès
- Campionato italiano di Serie A2 d'Eccellenza: 1
Rescifina Messina: 1995-1996